# Bimota DB11
La Bimota DB11 è una motocicletta costruita dalla casa motociclistica italiana Bimota dal 2012 al 2014.
Il nome, come da nomenclatura standard della casa, sta ad indicare che questo è cronologicamente l'undicesimo modello dotato di propulsore Ducati.

## Descrizione
Presentata ad EICMA nel novembre 2012, il motore è derivato da quello montato sulle Ducati 1198, Multistrada 1200 e Diavel; si tratta di un bicilindrico a V di 90° a quattro tempi da 1198,4 cm³ (alesaggio 106 x 67,9 mm di corsa) che sviluppa una potenza di 162 cavalli a 9500 giri/min, alimentata da un sistema ad iniezione elettronica multipoint. 
Le sospensioni sono: all'anteriore della Marzocchi con la forcella telescopica a steli rovesciati da 43 mm e al posteriore un mono ammortizzatore Extreme Tech. Il sistema frenante è composto da due dischi flottanti da 320 mm di diametro all'anteriore e da un disco fisso da 220 mm di diametro al posteriore; entrambe vengono morse rispettivamente da pinze Brembo a quattro e due pistoncini.
Il telaio è un traliccio tubolare in acciaio e lega di cromo molibdeno con piastre laterali in alluminio. Tutte le parti della carena sono realizzate in fibra di carbonio, facendo contenere il peso totale in 175 kg.
Sempre al salone milanese, la Bimota ha presentato la versione prototipale DB11 VLX, il cui motore incorpora un compressore volumetrico a doppia vite Sprintex, che aumenta la potenza fino a 191 CV a 9750 giri/min. Tutti gli elementi delle sospensioni sono sostituiti da componentistica Öhlins.